# Білозерська селищна територіальна громада
Білозерська селищна громада —  територіальна громада в Україні, в Херсонському районі Херсонської області. Адміністративний центр — селище Білозерка.
Площа громади — 163,2 км², населення — 13 100 мешканців (2017). 22141 мешканець (2021) 
Утворена 6 липня 2017 року шляхом об'єднання Білозерської селищної ради та Надеждівської, Томинобалківської сільських рад Білозерського району.
19 липня 2020 року, в результаті адміністративно-територіальної реформи та ліквідації Білозерського району,  увійшла до складу Херсонського району.

## Населені пункти
До складу громади входять 14 селищ (Берегове, Білозерка, Велетенське, Гончарне, Дніпровське, Дослідне, Мирне, Миролюбівка, Молодецьке, Незламне, Розлив, Ромашкове, Черешеньки, Янтарне) і 11 сіл: Грозове, Знам’янка, Зорівка, Кізомис, Надіївка, Нова Зоря, Новодмитрівка, Паришеве, Правдине, Таврійське та Томина Балка.